# Arnaldo Furlotti

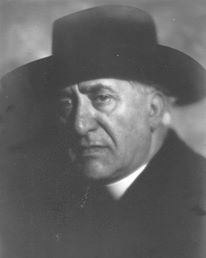
Don Arnaldo Furlotti

Don Arnaldo Furlotti (San Secondo Parmense, 12 settembre 1880 – Parma, 23 marzo 1958) è stato un compositore, organista e presbitero italiano.

## Biografia
Figlio di Eugenio, musicista dilettante e di Lucia Varacca, mosse i primi passi in ambito musicale a 9 anni studiando come organista a Carzeto e Soragna, perfezionandosi poi a 12 anni con Fernando Savazzini, organista della cattedrale di Parma. Entrato in seminario proseguì i suoi studi musicali con Don Genesio Bonati prima e poi, durante il servizio di leva militare svolto a Verona, con il maestro Torella, approfondendo gli studi di armonia e pianoforte.
Proprio in occasione del servizio militare organizzò e diresse esecuzioni di musica sacra nella cappella dell'ospedale militare. Tornato a Parma fu ordinato sacerdote nel 1905 ricoprendo l'incarico di maestro di cappella della Cattedrale e di vice parroco della Abbazia di San Giovanni Evangelista Nel 1907 si iscrisse a composizione al Conservatorio di Parma diplomandosi quattro anni dopo in composizione e canto corale.
Debuttò nel 1912 come compositore con l'opera Judith che diresse nel teatro Regio di Parma, il successo fu notevole e l'opera venne ripetuta diretta sempre dall'autore stesso nel 1920 al Teatro Regio di Torino, e successivamente a Buenos Aires, Amburgo e Dubrovnik.
Nel 1914 vinse il concorso di vice direttore della cappella della cattedrale di Milano. Richiamato allo scoppio della prima guerra mondiale, ricevette l'incarico di scrivere una messa da requiem dal Duca d'Aosta eseguita per la prima volta nel Duomo di Aquileia il 2 novembre 1916.
Terminata la guerra terminò la Samaritana che debuttò al teatro regio di Parma nel 1921, ripresa poi a Buenos Aires e Marsiglia, nel 1927 lasciò l'incarico ventennale che ricopriva come maestro di cappella della Cattedrale di Parma per passare all'insegnamento di organo complementare e canto gregoriano al Conservatorio di Parma. Nel 1935 ricevette un premio in denaro dall'Accademia d'Italia come riconoscimento per la sua attività artistica, mentre nel 1938 vinse due premi al concorso nazionale per composizioni corali, ottenendo dal Conservatorio di Parma la cattedra di storia della musica che tenne sino al pensionamento avvenuto nel 1952.

## Composizioni
La produzione di Arnaldo Furlotti fu vasta e suddivisa su varie tipologie di composizioni musicali.

### Opere
- La Samaritana (opera in 3 atti)
- La Maddalena (opera in 3 atti)
- Il martirio di San Sebastiano (opera in 1 atto)
- L'assente

### Oratori e cantate
- Judith
- La notte di Santa Cecilia
- San Pietro
- San Benedetto
- Nascita, morte e resurrezione del Signore
- Santa Caterina e le prigioni

### Sinfonie
- L'eroe ritorna
- Voci dal mare
- Il Natale del soldato
- Sul Carso
- Elegia
- Canto della sera
- Piccolo concerto
- Pastorale
- Meditazione

### Altre opere
Fra le svariate opere minori del Furlotti si trovano numerose messe cantate, fra le quali si ricorda la già citata Messa da requiem, composizioni di musica da camera, per organo e per canto e pianoforte.
Furlotti scrisse anche numerose opere didattiche fra le quali si ricorda il Manuale di accompagnamento del canto gregoriano e Fondamenti fisici della musica nonché numerosi articoli e pubblicazioni di letteratura musicale

## Curiosità
A Don Arnaldo Furlotti è intitolata la corale del suo paese natale San Secondo Parmense